# 보니 헌트
보니 헌트(Bonnie Hunt, 1961년 9월 22일 ~ )는 미국의 배우이다.

## 출연 영화
- 레드 원 (2024) - 클로스 부인 역
- 토이 스토리 4 (2019) - 돌리 역
- 카 3: 새로운 도전 (2017) - 샐리 역
- 카 2 (2012) - 샐리 역
- 카 (2006) - 샐리 역
- 열두 명의 웬수들 2 (2005) - 케이트 베이커 역
- 로저 헤드 (2005) - 그레이스 역
- 열두 명의 웬수들 (2003) - 케이트 베이커 역
- 도둑 맞은 여름 (2002)
- 몬스터 주식회사 (2001) - 플린트 역
- 다시 사랑할까요 (2000)
- 그린 마일 (1999) - 잔 에드컴 역
- 랜덤 하트 (1999) - 웬디 저드 역
- 벅스 라이프 (1998) - 흑거미 로지 역
- 못말리는 서스펙트 (1996)
- 제리 맥과이어 (1996) - 로렐 보이드 역
- 쥬만지 (1995) - 사라 휘틀 역
- 나우 앤 덴 (1995) - 미시즈 드윗 역
- 온리 유 (1994) - 케이트 코바치 역
- 베토벤 2 (1993) - 앨리스 뉴턴 역
- 데이브 (1993) - 백악관 투어가이드 역
- 베토벤 (1992) - 앨리스 뉴턴 역
- 레인 맨 (1988) - 샐리 딥스 역

## 수상
- 2000년 제13회 시카고 비평가 협회상 공헌상